# Битка код Клокотнице
Битка код Клокотнице се одиграла 9. марта 1230. године између Бугарског царства и Епирске деспотовине. Бугарску војску предводио је Јован Асен II а Епирску Теодор Анђео Дука Комнин. Завршила се поразом Епирског деспота Теодора Дуке и стварањем моћне Бугарске царевине под Јованом Асеном II.

## Порекло сукоба
Између 1221. и 1222. године Бугарска (Јован Асен II) и Епир (Теодор Анђел) склапају савез против Латинског царства. Осигуравши мир Теодор Анђео напада и осваја Солунску краљевину и делове Македоније.
Након смрти Латинског цара 1228. Теодор Анђео је сматрао да је једина препрека за освајање Цариграда Бугарска. Због тога је у марту 1230. године повео велику војску на Бугарску. Теодор је сакупио огромну војску укључујићи и западне плаћенике, док је Иван Асен II након што је чуо да је Теодор Комнин прекршио споразум успео да сакупи само неколко хиљада војника.
Вештом тактиком бугарски цар је надмудрио и опколио епирску војску задавши им знатне губитке.

## Битка
Теодор Анђео је сакупио велику војску укључујући и западне плаћенике. Био је толику уверен у победу да је повео цео краљевски двор заједно са супругом и децом. Када је Бугарски цар сазнао за упад сакупио је војску од неколико хиљада војника и кренуо им у сусрет. Дана 9. марта две војске су се среле. Иван Асен је наредио да се на барјак са заставом набије мировни уговор из 1221/22. године. Бугарски цар је био добар војсковођа и успео је да опколи изненађеног противника. Уследио је прави покољ: велики део Епирске војске је погинуо или је био заробљен заједно са деспотовом породицом, сам деспот је такође заробљен, само је деспотов брат Манојло са малом групом војника успео да побегне.

## Последице
Бугарска је освојила Македонију и заузела север данашње Албаније. Епирска деспотовина је након битке постала другоразредна држава. Бугарска постаје водећа сила на Балкану, а у Србији 1234. епирског зета Стефана Радослава смењује бугарски зет Стефан Владислав.